# Zopherus chiliensis
Zopherus chiliensis is een keversoort uit de familie somberkevers (Zopheridae). De wetenschappelijke naam van de soort werd in 1832 gepubliceerd door John Edward Gray in Griff.